# Uruguay en los Juegos Olímpicos de Londres 2012
Uruguay participó en los Juegos Olímpicos de Londres 2012.

## Generalidades
En esta ocasión, Uruguay tuvo su segunda delegación olímpica por número de deportistas representados en su historia.
El abanderado en la ceremonia de apertura fue el remero Rodolfo Collazo.
Por su gran desempeño en su participación en los juegos, Alejandro Foglia, fue el abanderado de la ceremonia de clausura, tal lo dispuso así el Comité Olímpico Uruguayo.
La delegación olímpica uruguaya se retiró de los Juegos Olímpicos sin obtener ninguna medalla. Se destacaron los atletas Deborah Rodríguez, rompiendo récord nacional en atletismo y Alejandro Foglia, quedando entre los 8 mejores del mundo en vela.

## Deportes y deportistas

### Atletismo
Hombres
| Atleta       | Evento            | Eliminatoria | Eliminatoria | Cuartos         | Cuartos         | Semifinal       | Semifinal       | Final           | Final           |
| Atleta       | Evento            | Resultado    | Posición     | Resultado       | Posición        | Resultado       | Posición        | Resultado       | Posición        |
| ------------ | ----------------- | ------------ | ------------ | --------------- | --------------- | --------------- | --------------- | --------------- | --------------- |
| Andrés Silva | 400 metros vallas | 53:38        | 8            | No se clasifica | No se clasifica | No se clasifica | No se clasifica | No se clasifica | No se clasifica |

Mujeres
| Atleta            | Evento            | Eliminatoria | Eliminatoria | Cuartos         | Cuartos         | Semifinal       | Semifinal       | Final           | Final           |
| Atleta            | Evento            | Resultado    | Posición     | Resultado       | Posición        | Resultado       | Posición        | Resultado       | Posición        |
| ----------------- | ----------------- | ------------ | ------------ | --------------- | --------------- | --------------- | --------------- | --------------- | --------------- |
| Déborah Rodríguez | 400 metros vallas | 57:04*       | 7            | No se clasifica | No se clasifica | No se clasifica | No se clasifica | No se clasifica | No se clasifica |

- Récord Nacional

### Ciclismo
Uruguay clasificó para el siguiente evento:

#### Carretera
| Atleta     | Evento                  | Tiempo                      | Posición                    |
| ---------- | ----------------------- | --------------------------- | --------------------------- |
| Jorge Soto | Carrera en ruta hombres | No pudo terminar la carrera | No pudo terminar la carrera |

### Fútbol
La clasificación está basada en el Campeonato Sudamericano Sub-20 de 2011 realizado en Perú.
Uruguay envió un equipo de un total de 18 jugadores compuesto por 15 hombres de la selección sub-20 y 3 de la selección mayor.
El siguiente es el equipo participante en el torneo masculino de fútbol en los Juegos Olímpicos de Londres 2012:
| #  | Nombre                   | Posición      | Edad | Club                 |  |
| -- | ------------------------ | ------------- | ---- | -------------------- |  |
| 1  | Martín Campaña           | Portero       | 23   | Cerro Largo          |  |
| 2  | Ramón Arias              | Defensa       | 20   | Defensor Sporting    |  |
| 3  | Diego Polenta            | Defensa       | 20   | Genoa                |  |
| 4  | Sebastián Coates         | Defensa       | 21   | Liverpool            |  |
| 5  | Emiliano Albín           | Defensa       | 23   | Peñarol              |  |
| 6  | Alexis Rolín             | Defensa       | 23   | Nacional             |  |
| 7  | Edinson Cavani*          | Delantero     | 25   | Napoli               |  |
| 8  | Maximiliano Calzada      | Mediocampista | 22   | Nacional             |  |
| 9  | Luis Suárez*             | Delantero     | 25   | Liverpool            |  |
| 10 | Gastón Ramírez           | Mediocampista | 21   | Bologna              |  |
| 11 | Abel Hernández           | Delantero     | 21   | Palermo              |  |
| 12 | Jonathan Urretaviscaya   | Delantero     | 22   | Vitória Guimarães    |  |
| 13 | Matías Aguirregaray      | Defensa       | 23   | Palermo              |  |
| 14 | Nicolás Lodeiro          | Mediocampista | 23   | Botafogo             |  |
| 15 | Diego Rodríguez Berrini  | Mediocampista | 22   | Defensor Sporting    |  |
| 16 | Tabaré Viudez            | Mediocampista | 22   | Atenas de San Carlos |  |
| 17 | Egidio Arévalo Ríos*     | Mediocampista | 30   | Palermo              |  |
| 18 | Leandro Gelpi            | Portero       | 21   | Peñarol              |  |
|    | Óscar Washington Tabárez | D. T.         | 65   |                      |  |
|    | Martín Rodríguez**       | Portero       | 22   | Wanderers            |  |
|    | Marcelo Silva**          | Defensa       | 23   | Peñarol              |  |
|    | Alejandro Silva**        | Mediocampista | 22   | Club Olimpia         |  |
|    | Federico Pintos**        | Mediocampista | 19   | Defensor             |  |

* Jugadores de selecciones mayores, 
** Jugadores reservados

#### Desempeño
Fase de grupos
| Equipo                 | Pts | PJ | PG | PE | PP | GF | GC | Dif |
| ---------------------- | --- | -- | -- | -- | -- | -- | -- | --- |
| Reino Unido            | 7   | 3  | 2  | 1  | 0  | 5  | 2  | 3   |
| Senegal                | 5   | 3  | 1  | 2  | 0  | 4  | 2  | 2   |
| Uruguay                | 3   | 3  | 1  | 0  | 2  | 2  | 4  | -2  |
| Emiratos Árabes Unidos | 1   | 3  | 0  | 1  | 2  | 3  | 6  | -3  |

| 26 de julio de 2012 - 17:00 (UTC+1) | Emiratos Árabes Unidos | 1:2 (1:1) | Uruguay                                  | Old Trafford, Mánchester                                  |                                                           |
|                                     | Ismaeil Matar 22'      |           | Gastón Ramírez 41' · Nicolás Lodeiro 55' | Asistencia: 51.745 espectadores Árbitro(s): Peter O Leary | Asistencia: 51.745 espectadores Árbitro(s): Peter O Leary |

| 29 de julio de 2012 - 17:00 h (UTC+1) | Senegal                | 2:0 (2:0) | Uruguay | Wembley Stadium, Londres                               |                                                        |
|                                       | Moussa Konaté 10', 37' |           |         | Asistencia: 75093 espectadores Árbitro(s): Felix Brych | Asistencia: 75093 espectadores Árbitro(s): Felix Brych |

| 1 de agosto de 2012 - 19:45 h (UTC+1) | Reino Unido          | 1:0 (1:0) | Uruguay | Millennium Stadium, Cardiff                                 |                                                             |
|                                       | Daniel Sturridge 45' |           |         | Asistencia: 70438 espectadores Árbitro(s): Yuichi Nishimura | Asistencia: 70438 espectadores Árbitro(s): Yuichi Nishimura |

### Judo
| Atleta      | Evento         | Ronda de 32             | Ronda de 16        | Cuartos de final   | Semifinales        | Repesca 1          | Repesca 2          | Final              | Final           |
| Atleta      | Evento         | Opositor Resultado      | Opositor Resultado | Opositor Resultado | Opositor Resultado | Opositor Resultado | Opositor Resultado | Opositor Resultado | Posición        |
| ----------- | -------------- | ----------------------- | ------------------ | ------------------ | ------------------ | ------------------ | ------------------ | ------------------ | --------------- |
| Juan Romero | Hombres 90 kg. | Song D-n 1001 TSG - 000 | No se clasifica    | No se clasifica    | No se clasifica    | No se clasifica    | No se clasifica    | No se clasifica    | No se clasifica |

### Remo
Uruguay clasificó para el siguiente evento:
Hombres
| Atleta                            | Evento             | Prueba Clasificatoria | Prueba Clasificatoria | Repesca | Repesca  | Semifinal C/D 2 | Semifinal C/D 2 | Final C | Final C  | Posición final |
| Atleta                            | Evento             | Tiempo                | Posición              | Tiempo  | Posición | Tiempo          | Posición        | Tiempo  | Posición | Posición final |
| --------------------------------- | ------------------ | --------------------- | --------------------- | ------- | -------- | --------------- | --------------- | ------- | -------- | -------------- |
| Rodolfo Collazo Emiliano Dumestre | Doble Scull Ligero | 6:58.63               | 17 de 20              | 6:51.67 | 5 de 6   | 7:11.20         | 3 de 4          | 6:51.94 | 4 de 6   | 16             |

### Vela
Uruguay clasificó para los siguientes eventos:
Hombres
| Atleta           | Evento | Carrera | Carrera | Carrera | Carrera | Carrera | Carrera | Carrera | Carrera | Carrera | Carrera | Carrera | Puntos netos | Posición final |
| Atleta           | Evento | 1       | 2       | 3       | 4       | 5       | 6       | 7       | 8       | 9       | 10      | M*      | Puntos netos | Posición final |
| ---------------- | ------ | ------- | ------- | ------- | ------- | ------- | ------- | ------- | ------- | ------- | ------- | ------- | ------------ | -------------- |
| Alejandro Foglia | Láser  | 15      | 3       | 29      | 27      | 31      | 6       | 9       | 3       | 5       | 6       | 2       | 106          | 8              |

Mujeres
| Atleta        | Evento       | Carrera | Carrera | Carrera | Carrera | Carrera | Carrera | Carrera | Carrera | Carrera | Carrera | Carrera | Puntos netos | Posición final |
| Atleta        | Evento       | 1       | 2       | 3       | 4       | 5       | 6       | 7       | 8       | 9       | 10      | M*      | Puntos netos | Posición final |
| ------------- | ------------ | ------- | ------- | ------- | ------- | ------- | ------- | ------- | ------- | ------- | ------- | ------- | ------------ | -------------- |
| Andrea Foglia | Láser Radial | 39      | 34      | 25      | 26      | 32      | 40      | 38      | 31      | 33      | 33      | N/C     | 303          | 38             |

### Tiro
Hombres
| Atleta        | Evento                                   | Clasificación | Clasificación | Final        | Final        |
| Atleta        | Evento                                   | Puntos        | Posición      | Puntos       | Posición     |
| ------------- | ---------------------------------------- | ------------- | ------------- | ------------ | ------------ |
| Rudi Lausarot | Hombres 10 m en rifle de aire comprimido | 575           | 47            | No clasifica | No clasifica |

### Natación
Nadadores clasificados y eventos en los que participarán:
Hombres
| Atleta            | Evento             | Clasificatoria | Clasificatoria | Semifinal       | Semifinal       | Final           | Final           |
| Atleta            | Evento             | Tiempo         | Posición       | Tiempo          | Posición        | Tiempo          | Posición        |
| ----------------- | ------------------ | -------------- | -------------- | --------------- | --------------- | --------------- | --------------- |
| Gabriel Melconián | 100 m Estilo Libre | 50.68          | 35/60          | No se clasifica | No se clasifica | No se clasifica | No se clasifica |

Mujeres
| Atleta         | Evento        | Clasificatoria | Clasificatoria | Semifinal       | Semifinal       | Final           | Final           |
| Atleta         | Evento        | Tiempo         | Posición       | Tiempo          | Posición        | Tiempo          | Posición        |
| -------------- | ------------- | -------------- | -------------- | --------------- | --------------- | --------------- | --------------- |
| Inés Remersaro | 100 m Espalda | 1:08.03        | 43/45          | No se clasifica | No se clasifica | No se clasifica | No se clasifica |